# Episodi di Queer as Folk (quinta stagione)
La quinta e ultima stagione della serie televisiva Queer as Folk è stata trasmessa sul canale statunitense Showtime dal 22 maggio al 31 luglio 2005.
| nº | Titolo originale                  | Prima TV USA   |
| -- | --------------------------------- | -------------- |
| 1  | Move and Leave                    | 22 maggio 2005 |
| 2  | Back in Business                  | 22 maggio 2005 |
| 3  | Fags Are No Different Than People | 29 maggio 2005 |
| 4  | Hard Decisions                    | 5 giugno 2005  |
| 5  | Excluding and Abstemiousness      | 12 giugno 2005 |
| 6  | Bored Out of Ya Fucking Mind      | 19 giugno 2005 |
| 7  | Hope Against Hope                 | 26 giugno 2005 |
| 8  | Honest to Yourself                | 3 luglio 2005  |
| 9  | Anything in Common                | 10 luglio 2005 |
| 10 | I Love You                        | 17 luglio 2005 |
| 11 | Fuckin' Revenge                   | 24 luglio 2005 |
| 12 | Mr. Right (Never Broke a Promise) | 31 luglio 2005 |
| 13 | We Will Survive!                  | 31 luglio 2005 |

## Move and Leave
- Diretto da: Kelly Makin
- Scritto da: Ron Cowen e Daniel Lipman

### Trama
Michael organizza una festa a sorpresa per il decimo anniversario di Lindsay e Melanie, senza sapere che le due donne vivono separate: Lindsay ha affittato un monolocale con Gus, mentre Melanie e Jenny Rebecca sono rimaste in casa.
Melanie non vuole far sapere agli amici dei loro problemi, così Lindsay e Gus sono costretti ad andare da lei ogni volta che ricevono visite per mantenere le apparenze.
Quando tutta la combriccola arriva per festeggiare, Melanie finge che Lindsay sia uscita con Gus e le telefona per farli venire: Lindsay non resiste davanti agli amici felici e decide che è venuto il momento di rivelare pubblicamente la verità.
Michael è molto arrabbiato, soprattutto perché pensava che sua figlia crescesse in una casa dove potesse ricevere amore, altrimenti non avrebbe mai acconsentito a farla nascere: non solo, ma scopre anche che Brian lo sapeva da tempo perché Lindsay si era confidata con lui.
Ben propone a Michael di cercare una casa nuova perché la sua è piccola per starci bene in tre: inoltre i nuovi vicini sono dei giovani troppo chiassosi, mentre adesso loro e Hunter sono una famiglia che ha bisogno di condurre una vita più tranquilla.
Eli e Monty suggeriscono a Michael e Ben di comprare casa nel loro quartiere che, un tempo degradato, adesso è un posto tranquillo dove si stanno trasferendo molte coppie gay con figli: Michael è però restio a lasciare il luogo dove è cresciuto.
Mentre sta passeggiando con Ben nel quartiere, Michael resta colpito da una casa in vendita e chiede al compagno di avviare le pratiche per acquistarla.
Debbie si è trasferita a vivere da Carl, però le manca la sua vecchia casa e gli domanda se non sia possibile andare a vivere da lei: il detective acconsente, dicendosi disposto a seguirla ovunque, ma quando entrano trovano Emmett che sta copulando con un ragazzo sul divano.
La convivenza a tre risulta essere piuttosto problematica, tanto che Emmett si attiva per trovare una nuova sistemazione e lasciare Debbie e Carl liberi di vivere la loro storia.
Carl insiste perché Emmett rimanga, non volendolo far sentire indesiderato, e crede che riusciranno comunque a trovare un compromesso.
Ted è ingrassato, ma si sente felice perché ha acquistato quella serenità che gli mancava da tempo: il suo nuovo fidanzato Gary, più giovane di lui, sembra apprezzare le sue rotondità.
Brian ha capito che Justin si trova meglio a Los Angeles, avendo già posticipato molte volte il suo ritorno a Pittsburgh, e pensa sia meglio lasciare il ragazzo libero di vivere questa grande opportunità.
Connor James ha ottenuto il ruolo di Furore, ma Brett interrompe i lavori perché i produttori hanno cambiato idea e non intendono più realizzare il film, temendo la reazione che potrebbe scatenare presso il pubblico.
Il Babylon viene chiuso perché il suo proprietario ha frodato il fisco: Brian decide di investire gli utili della Kinnetik acquistando le quote del locale.
- Guest star: Harris Allan (James "Hunter" Montgomery), Peter MacNeill (detective Carl Horvath), Mike Shara (Brett Keller), Adam Harrington (Connor James), Michael Carley (Eli), Edgar George (Monty), Adam Joe (Gary), Brad Borbridge (poliziotto)

## Back in Business
- Diretto da: Michael DeCarlo
- Scritto da: Ron Cowen, Daniel Lipman e Del Shores

### Trama
Michael e Ben hanno comprato casa in Stamford Avenue e cominciano i preparativi per allestirla.
Michael ha intenzione di fare causa a Lindsay e Melanie per ottenere la custodia di Jenny Rebecca, siccome le due donne lasciandosi hanno violato i patti.
Debbie non prende bene la cosa, pensando soprattutto al bene della bambina, e rassicura Melanie dicendole che sta dalla sua parte perché da madre single sa cosa vuole dire crescere un figlio da sola.
Michael è però deciso ad andare fino in fondo, tanto che assume un avvocato gay per essere sicuro di vincere: a questo punto Lindsay esorta Brian, l'altro padre coinvolto, a far ragionare Michael perché la faccenda rischia di prendere una brutta piega.
Purtroppo Michael è irremovibile, tanto che sta già pensando alla cameretta di Jenny Rebecca nella casa nuova: i due amici finiscono per litigare, con Brian che lo accusa di essere diventato un moralista e Michael che non vuole prendere lezioni da una persona come lui che non si assume mai nessuna responsabilità.
Ted ha lasciato Gary perché lo stava facendo ingrassare e decide di mettersi subito a dieta: come se non bastasse, il parrucchiere gli fa notare che sta perdendo i capelli.
Ted decide di stravolgere il suo "look" e si fa tingere di biondo, così da potersi sentire felice, ma comincia a notare numerosi difetti fisici e prende contatti con un chirurgo plastico.
Emmett deve organizzare il matrimonio del produttore di Channel 5 Don Magruder, ma fatica ad arginare le ansie della futura moglie Lila che è terrorizzata all'idea che qualcosa possa andare storto.
In effetti, la sposa si rovescia addosso un bicchiere di vino proprio nel momento in cui stava per andare all'altare: Emmett la fa spogliare e le tinge il vestito di rosa, utilizzando due bottiglie di barbera.
Emmett spiega che questo trucco gli è stato insegnato da sua zia Lula, quando da piccolo si era sporcato un paio di pantaloni bianchi: l'imprevisto è risolto e gli sposi si possono unire in matrimonio.
Don è rimasto colpito dalle capacità organizzative di Emmett e gli offre uno spazio nel palinsesto di Channel 5 perché vorrebbe dare visibilità al mondo gay.
Brian ha espletato tutte le pratiche ed è il nuovo proprietario del Babylon: l'uomo ha talmente fretta di aprire da fissare l'inaugurazione per l'imminente venerdì.
La prima serata non va però come si aspettava: i clienti sono pochi e Brian scopre che i giovani gay, dopo la chiusura del Babylon, si sono spostati in un nuovo locale.
Brett parte alla volta dell'Australia per girare il suo nuovo film, ma promette a Justin che farà di tutto per vendere Furore ad altri studios: il ragazzo, non avendo più nulla che lo trattiene a Los Angeles, fa ritorno a Pittsburgh.
Justin chiede a Brian se è ancora valida la sua proposta di vivere insieme nel loft: come risposta, Brian gli apre un cassetto vuoto dove può mettere le sue cose.
- Guest star: Mike Shara (Brett Keller), Adam Harrington (Connor James), John Kapelos (Don Magruder), Kathryn Greenwood (Lila), Damon D'Oliveira (Alanzo)

## Fags Are No Different Than People
- Diretto da: Michael DeCarlo
- Scritto da: Ron Cowen, Daniel Lipman e Brad Fraser

### Trama
Melanie propone a Lindsay un incontro preliminare con gli avvocati per cercare di risolvere la questione dell'affido di Jenny Rebecca senza dover ricorrere al giudice.
Brian consiglia a Lindsay un buon avvocato, il quale però vuole farsi raccontare da lei tutti gli aspetti più torbidi delle vite di Michael e Melanie per usarli contro di loro nel processo.
Durante l'incontro l'avvocato di Lindsay afferma che sia Melanie che Michael sono inadeguati a fare i genitori: Melanie ha tradito Lindsay prima del matrimonio, mentre Michael vive con due sieropositivi di cui uno è un ragazzo che si prostituiva.
Michael e Melanie rimangono molto delusi dal comportamento di Lindsay, avendo mostrato un lato subdolo di lei che non conoscevano.
Emmett debutta nel notiziario di Channel 5 e Don gli presenta la squadra con cui lavorerà: l'anchorman Jake Anders, l'inviata Myra Yamaguchi, il giornalista sportivo Jim Lockwood e l'uomo del meteo Johnny Memphis.
Emmett non vuole cadere nello stereotipo della checca effeminata, ma il risultato è una conduzione troppo rigida: Don gli comunica che il suo spazio è già cancellato, non avendo avuto riscontri positivi presso il pubblico.
Gli amici suggeriscono a Emmett di non nascondere la sua natura, così ottiene una seconda possibilità da Don e riesce persino a divertire i suoi colleghi.
Debbie prende la difficile decisione di lasciare il lavoro perché, con la scusa dei turni, lei e Carl non riescono mai a vedersi: con l'aiuto di Justin la donna mette l'annuncio di ricerca di una nuova cameriera.
Nessuna delle candidate sembra piacerle, fino a quando non arriva Loretta: quest'ultima ammette di non avere esperienza, però dice di aver urgente bisogno di lavorare perché il marito l'ha cacciata di casa.
Debbie assume Loretta e rimane molto soddisfatta di lei, anche perché ha imparato a farsi rispettare dai clienti.
L'ultimo giorno di lavoro a Debbie viene organizzata una festa a sorpresa: la donna è molto commossa, soprattutto quando arriva Michael che le chiede di perdonarla perché con il suo addio al Liberty Diner se ne va un pezzo importante della loro vita.
Ted suggerisce a Brian, visto che l'investimento del Babylon si sta rivelando un fallimento, di venderlo per ricavarne ancora qualcosa.
Brian escogita un piano per far tornare i clienti al Babylon: assume un buttafuori che fa entrare nel locale pochissimi fortunati, in modo tale che le persone bramino di poter ottenere l'ingresso.
La strategia funziona e il Babylon è di nuovo in voga: Brian e Justin festeggiano nella darkroom, come ai vecchi tempi.
- Guest star: Peter MacNeill (detective Carl Horvath), Rosie O'Donnell (Loretta Pye), John Kapelos (Don Magruder), Chris Gillett (Jake Anders), Charmaine D. Lau (Myra Yamaguchi), Jim Codrington (Jim Lockwood), Anwar Knight (Johnny Memphis), Rex Harrington (avvocato di Lindsay), Craig Eldridge (Larry Jacobs), Roberta Maxwell (avvocato di Michael), Ted Ludzik (buttafuori)

## Hard Decisions
- Diretto da: Kelly Makin
- Scritto da: Ron Cowen, Daniel Lipman e Michael MacLennan

### Trama
Ted chiede un periodo di congedo a Brian perché deve sottoporsi a numerosi interventi chirurgici, essendosi liberato un posto all'ultimo momento.
Ted non vede l'ora di migliorare il proprio aspetto fisico, ma vedendosi segnato dal pennarello del dottore ha un ripensamento: Emmett lo convince a fare il grande passo, così da poter essere felice con il suo nuovo corpo.
Hunter si è iscritto alla squadra di nuoto della scuola perché ha bisogno di fare esercizio fisico: il ragazzo si integra molto bene con i compagni e ha ritrovato l'amicizia di Callie, la quale milita nella formazione femminile.
Hunter vince una gara, ma rimedia una commozione cerebrale e perde molto sangue: Callie si butta in acqua per soccorrerlo, ma i genitori le urlano di uscire perché potrebbe infettarla.
Tutta la scuola scopre così che è sieropositivo e il ragazzo comincia a essere oggetto di battute omofobe, essendosi contagiato con rapporti sessuali a pagamento con uomini: Hunter è convinto che abbiano avuto quest'informazione da Callie e decide di non rivolgerle più la parola, sebbene la ragazza avesse smentito ogni accusa.
Debbie nota con rammarico che Loretta si è inserita anche fin troppo bene alla tavola calda, tanto che i clienti la scambiano per lei: alla donna viene il dubbio di aver fatto la scelta sbagliata a lasciare il lavoro, ma Emmett le fa capire che Loretta vuole semplicemente continuare la tradizione del locale e quindi dovrebbe aiutarla.
Loretta però si sta preparando a lasciare la città perché il marito Darryl, che la picchiava, ha scoperto dove si trova e vuole regolare i conti.
Darryl si presenta al Liberty Diner per portarla via, quando compare Debbie con una mazza da baseball e lo minaccia di scagliargli contro tutti gli avventori del locale: Loretta ringrazia Debbie e la bacia, rivelandole di essersi innamorata di lei.
Il tribunale ha stabilito la divisione della paternità di Jenny Rebecca tra Melanie, Lindsay e Michael: l'unica soddisfatta della sentenza è Lindsay, la quale non è stata estromessa dalla potestà genitoriale, mentre Melanie e Michael continuano a nutrire rancori nei suoi confronti.
Michael vuole riconciliarsi con Brian, invitando lui e Justin a cena con Eli e Monty: qui Brian manifesta apertamente la sua idea del matrimonio quale mortificazione dei rapporti tra omosessuali.
Justin sta invece cominciando a riflettere sulla possibilità che lui e Brian possano avere una relazione più stabile: il ragazzo presenta a Lindsay alcuni lavori da esporre al museo, affermando di non voler prendere posizione nella sua lite con Melanie perché vuole bene a entrambe per tutto l'aiuto che gli hanno dato in questi anni.
Brian organizza una festa al Babylon dedicata ai supereroi, sperando che Michael possa venire: lui però preferisce trascorrere la serata a casa con Ben e Jenny Rebecca, che per la prima volta sta da lui.
Justin spiega a Brian che Michael ormai ha scelto la famiglia.
- Guest star: Harris Allan (James "Hunter" Montgomery), Peter MacNeill (detective Carl Horvath), Rosie O'Donnell (Loretta Pye), Aidan Devine (Darryl), Michael Carley (Eli), Edgar George (Monty), Meredith Henderson (Callie Leeson), Jonathan Whittaker (Stephen Leeson), Jacqueline Pillon (Amber Morgan-Leeson), Stephanie Moore (Cynthia)

## Excluding and Abstemiousness
- Diretto da: Chris Grismer
- Scritto da: Ron Cowen, Daniel Lipman e Shawn Postoff

### Trama
Hunter viene evitato dai compagni di scuola che hanno paura di fare la sua fine: Callie riesce a spiegargli che sono stati i suoi genitori a diffondere la voce sul suo passato di prostituzione.
Il preside organizza un incontro con i genitori dei compagni di Hunter per spiegare la situazione: il ragazzo insiste con Michael e Ben per partecipare anche lui, essendo direttamente coinvolto.
Michael affida Jenny Rebecca a Justin e Daphne: i due ragazzi si accorgono che la bambina scotta e provano a telefonargli, ma non risponde e allora chiamano Melanie.
Alla riunione a scuola interviene la dottoressa Davidson, esperta in materia di HIV, che rassicura i genitori sull'insussistenza delle loro paure perché le probabilità di contagio sono praticamente nulle: Hunter affronta i presenti, avvertendoli che non ha intenzione di cambiare scuola soltanto per placare le loro paure.
Melanie è infuriata con Michael perché ha scaricato Jenny Rebecca per uscire: i due discutono animatamente al pronto soccorso e Lindsay, vedendo che non si decidono a far visitare la bambina, prende in mano la situazione e la porta dal medico.
Una volta fatto, Lindsay annuncia a Melanie e Michael che ha intenzione di rinunciare alla patria potestà di Jenny Rebecca perché litigando non stanno facendo il bene della bambina.
Hunter spera di potersi rimettere con Callie, la quale ha apprezzato molto il suo coraggio, ma scopre che si è fidanzata con un ragazzo di nome Mike: Michael e Ben lo sorprendono ad assumere droga a Liberty Avenue in compagnia dei suoi vecchi amici e lo convincono a tornare a casa.
Ted non è soddisfatto dell'esito dell'intervento e non vuole più uscire di casa: Emmett prova a portarlo in un locale di lesbiche, ma qui viene abbordato da una donna che lo crede una di loro.
A questo punto Emmett decide di fargli un restyling per renderlo presentabile e lo porta da Woody's, dove esorta i ragazzi a complimentarsi con lui per il nuovo aspetto: sentendosi apprezzato, Ted si sente più tranquillo e a suo agio.
Loretta riempie Debbie di regali per dimostrarle l'amore che prova per lei: Emmett le suggerisce di metterla alla porta perché altrimenti la faccenda rischia di sfuggirle di mano.
Debbie tenta inutilmente di farle conoscere altre donne e le spiega che è convintamente etero, in quanto la persona della sua vita è Carl: Loretta le annuncia che lascerà la città perché rimanendo continuerebbe a desiderarla.
Brian ha contratto la sifilide e il dottore gli prescrive una terapia di penicillina con astensione completa dalla sessualità per due giorni: inoltre deve farsi carico di avvertire tutte le persone con cui ha recentemente avuto rapporti di fare il test.
Justin rimane negativamente colpito dalla superficialità di Brian, anche perché potrebbe averlo infettato: fortunatamente il suo test risulta negativo.
Una volta terminato il periodo di astinenza forzata, Brian propone a Justin di festeggiare a letto: il ragazzo, che era intento a disegnare la nuova storia di Furore, scrive "mai" nella risposta del supereroe quando JT gli chiede se cambierà mai.
- Guest star: Makyla Smith (Daphne Chanders), Harris Allan (James "Hunter" Montgomery), Rosie O'Donnell (Loretta Pye), Meredith Henderson (Callie Leeson), Jonathan Whittaker (Stephen Leeson), Jacqueline Pillon (Amber Morgan-Leeson), Michael Lazarovitch (Mike), Laura de Carteret (dottoressa Judith Davidson), Michael Rhoades (preside), Renee LaLonde (infermiera), Robert Bidaman (dottore di Brian)

## Bored Out of Ya Fucking Mind
- Diretto da: Alex Chapple
- Scritto da: Ron Cowen, Daniel Lipman e Del Shores

### Trama
Queer Guy, il programma di Emmett su Channel 5, è un grande successo e ha attirato i consensi addirittura del pubblico etero più oltranzista.
Brian mette in testa a Emmett che tutta quella gente lo adora soltanto perché è un innocuo asessuato, quindi perderebbe tutti i fan se scoprissero che è gay.
Emmett decide di cambiare completamente taglio alla trasmissione, riempiendola di allusioni sessuali: Don non gradisce affatto questa novità e lo avverte che, se non tornerà a comportarsi come prima, il programma sarà cancellato.
Ted incontra in palestra Troy: si tratta di quel ragazzo che al Pride di tre anni prima gli propose di avere un rapporto sessuale, per poi dargli del poveraccio. Approfittando del fatto che Troy non si ricorda di lui, Ted lo abborda e lo porta a letto a casa sua: il giovane rimane molto soddisfatto del loro rapporto e Ted continua a reggere il gioco, fingendo che non si sono mai incontrati.
Da qualche tempo Debbie non si sente bene e crede di aver preso una strana influenza, però nessun dottore a cui si rivolge riesce a essere preciso nella diagnosi.
Quando va alla tavola calda e vede la nuova cameriera in difficoltà, Debbie la sostituisce e riesce a risolvere i problemi con i clienti arrabbiati: in questo modo capisce che la sua non era una malattia, ma la nostalgia per il vecchio lavoro.
Dopo essersi consultata con Carl, Debbie decide che l'unico modo per star bene è riprendere immediatamente servizio al Liberty Diner.
Ben scopre che da una settimana Hunter non sta andando a scuola, quando invece fingeva di essere preso da un corso di dibattito: messo alle strette, il ragazzo confessa di non volerci più andare e che non vuole nemmeno cambiare istituto, dato che ovunque tutti scoprirebbero il suo segreto.
Michael e Ben invitano amici e vicini alla festa d'inaugurazione della nuova casa: per l'occasione viene anche Melanie, con la quale Michael ha optato per un cessate il fuoco temporaneo in modo che ci siano davvero tutti.
L'unico a sentirsi fuori luogo è Hunter, il quale il giorno dopo comunica a Michael e Ben che ha intenzione di andarsene: dapprima Michael si oppone con fermezza, ma poi Ben lo convince a lasciarlo andare e gli danno dei soldi per cavarsela da solo.
Brian comincia a fare i conti con Brandon, un ragazzo affascinante che mette in discussione il suo primato di conquistatore al Babylon: non solo, Justin ha pubblicato il nuovo numero di Furore in cui lui e JT si sposano.
Mentre Justin fa un discorso serio sul suo desiderio di avere una famiglia e dei figli, Brian è troppo indaffarato a studiare il look per battere Brandon.
- Guest star: Harris Allan (James "Hunter" Montgomery), Peter MacNeill (detective Carl Horvath), John Kapelos (Don), Chris Gillett (Jake Anders), Charmaine D. Lau (Mira Yamaguchi), Lee Rumohr (Troy), Ryan Scott Greene (Brandon), Michael Carley (Ely), Edgar George (Monty), Meredith Henderson (Callie Leeson), Deborah Odell (Claire Daniels)

## Hope Against Hope
- Diretto da: Thom Best
- Scritto da: Ron Cowen, Daniel Lipman e Shawn Postoff

### Trama
Molti Stati degli USA stanno pensando di varare la temutissima legge 14, un pericoloso provvedimento che punta ad annullare tutte le forme di relazione tra omosessuali: dai matrimoni alle adozioni di bambini, passando per le assicurazioni e i beni acquisiti in comunione.
Michael si stupisce che a Ben, di solito appassionato alle questioni politiche, non interessi nulla: da quando Hunter se n'è andato di casa, l'uomo si sente svuotato e rischia di cadere in depressione.
Sono i suoi studenti a farlo riflettere sull'importanza di combattere contro la legge più omofoba che sia stata ideata negli ultimi anni: Ben si unisce così al Centro Gay e Lesbiche nella battaglia contro il provvedimento, guidata dalla parlamentare del Congresso Beth Edelstein.
Ted non ha ancora scaricato Troy: Emmett ha paura che l'amico si stia innamorando di lui, avendo avuto numerosi ed eccitanti rapporti sessuali.
Al Babylon Troy respinge un corteggiatore proprio come aveva fatto con Ted: quest'ultimo decide di dargli il benservito, ledendo il suo ego perché mai nessuno lo aveva scaricato.
Lindsay riceve una proposta da sua madre: tornare a vivere con Gus nella casa di famiglia, così non dovrà più pagare l'affitto e i nonni potranno finalmente godersi il nipotino.
Benché la faccenda suoni molto strana, visti i difficili trascorsi del passato, Lindsay decide di accettare e si trasferisce nella sua vecchia camera da ragazza.
Ben presto Lindsay scopre che dietro alla richiesta della madre c'era un secondo fine: presentarle Stephen, giovane socio di suo padre, alla ricerca di una relazione dopo il divorzio dalla moglie.
Lindsay rivela a Stephen che è lesbica e spiega alla madre che non vuole rinnegare la sua natura, rinfacciandole che la sua relazione con Melanie è durata più dei tre matrimoni della sorella Lynette.
Lindsay torna temporaneamente a casa di Melanie, in attesa di trovare una nuova sistemazione.
Brian fa cacciare Brandon dal Babylon con la scusa di atti osceni sulla pista del locale: Brandon contesta la pretestuosità della decisione, sostenendo che dietro ci sia la sua paura di non sentirsi più il numero uno.
Brian scommette con Brandon che riuscirà ad avere un rapporto sessuale con i dieci gay più importanti di Pittsburgh e, se perderà, lo farà riammettere al Babylon.
Justin si rende conto che lui e Brian vogliono cose diverse, così decide di andare via dal loft e cerca una nuova sistemazione: per il momento si stabilisce da Ben e Michael, in attesa di avere una casa per sé.
Brian addossa tutta la responsabilità su Michael, avendo traviato Justin con l'idea della famiglia felice: Michael gli risponde che dovrebbe essere lui a interrogarsi sul perché il ragazzo ha deciso di lasciarlo.
- Guest star: Sherry Miller (Jennifer Taylor), Maggie Huculak (Tannis), Clinton Walker (Phillip), Eve Crawford (Beth Edelstein), Lee Rumohr (Troy), Don Allison (Ron Peterson), Pixie Bigelow (Nancy Peterson), Kevin Bundy (Stephen Collier), Ryan Scott Greene (Brandon)

## Honest to Yourself
- Diretto da: Kevin Inch
- Scritto da: Ron Cowen, Daniel Lipman e Michael MacLennan

### Trama
Ben, Melanie e Justin lavorano come volontari al Centro Gay e Lesbiche: il loro compito è telefonare per ottenere donazioni a favore della campagna contro la legge 14.
Justin scopre che nell'elenco dei sostenitori della legge c'è suo padre: il ragazzo lo incontra, ma ancora una volta Craig non ha intenzione di fare un passo indietro e lo accusa di essere stato lui la causa della separazione con la madre.
Allora il Centro organizza una protesta davanti al suo negozio: Craig fa chiamare la polizia e Justin, che si è rifiutato di andarsene, viene arrestato per violazione di proprietà privata.
Ben e Jennifer pagano la cauzione per il suo rilascio: la donna spiega al figlio che non è affatto sua la colpa della separazione, essendo i problemi tra loro già presenti molto tempo prima che rivelasse la propria omosessualità.
Ben si arrabbia con Michael perché ha venduto il materasso di Hunter a Justin per il suo nuovo appartamento: da parte sua Michael continua a non capire l'atteggiamento del compagno, il quale si sta dannando per un ingrato che non si degna nemmeno di far avere sue notizie.
Ben si informa presso gli amici di Hunter e viene a sapere che è andato in un posto caldo, senza però specificare la località in cui si trova: a casa Michael riceve una mail da Hunter che dice di stare bene e che non si devono preoccupare.
Emmett viene cercato da Drew: il suo matrimonio è già agli sgoccioli perché è stato costretto a rivelare alla moglie di aver avuto un rapporto sessuale con un tifoso, il quale continua a volere soldi in cambio della non divulgazione delle fotografie.
Emmett non capisce come mai il quarterback non riveli la propria omosessualità: Ted gli spiega che il coming out è un momento difficile per qualunque gay.
L'estorsore rivela la verità alla stampa: Drew ammette per la prima volta davanti a Emmett di essere gay e i due si baciano, mentre la casa di Debbie è presa d'assalto dai giornalisti.
Lindsay e Melanie vivono da separate in casa, ma hanno trovato una soluzione che rende la loro vita insieme comunque piacevole: in segreto Lindsay spera che la distensione dei rapporti faccia tornare le cose tra loro come prima.
Le sue speranze rischiano però di andare in fumo quando Melanie comincia a frequentare Corinne, una collega volontaria del Centro: dopo una cena le due si baciano sull'uscio di casa, proprio sotto gli occhi di Lindsay che stava andando a buttare la spazzatura.
La sfida tra Brian e Brandon è in perfetta parità: a Brian manca soltanto Alex Easley, ma Brandon lo informa che partirà alla volta di Puerto Vallarta e non farà ritorno prima di due settimane.
Brian è disposto a tutto pur di vincere, così sale sul volo per il Messico e completa l'opera nel bagno dell'aereo: Brandon ha perso e, secondo i patti, dovrà farsi sodomizzare da Brian.
Quando Brandon arriva nel loft e si spoglia nudo, Brian cambia idea e lo fa rivestire: inoltre, resosi conto che è perfettamente inutile fargli la guerra, decide di riammetterlo al Babylon.
- Guest star: Sherry Miller (Jennifer Taylor), Peter MacNeill (detective Carl Horvath), Matt Battaglia (Drew Boyd), John Furey (Craig Taylor), Kathryn Zenna (Corinne), Mark Melymick (ufficiale di polizia), Ryan Scott Greene (Brandon), Stefano DiMatteo (Alex Easley), Jodie Dowdall (hostess)

## Anything in Common
- Diretto da: David Wellington
- Scritto da: Ron Cowen, Daniel Lipman e Brad Fraser

### Trama
I ragazzi si stanno dando da fare nel raccogliere firme contro la legge 14, ma sono ostacolati dal comitato concorrente di chi invece vuole l'adozione della stessa legge.
Michael trova la vetrina del suo negozio infranta da un sasso, anche se non è stato rubato nulla: secondo Carl si tratta di un semplice tentativo di furto, ma Michael teme che dietro ci sia ben altro.
Michael comincia a covare sentimenti di repulsione verso i promotori dell'approvazione della legge, ma Ben cerca di fargli capire che la violenza non è la risposta giusta alla questione.
Debbie è preoccupata del fatto che Michael e Brian non si parlano più, così si presenta nel loft per discutere con Brian dell'importanza di non mandare a monte un'amicizia così lunga e importante come la loro.
Justin scopre che sua madre ha una relazione con Tucker, un ragazzo che ha la metà dei suoi anni: non solo, ma viene a sapere che questa storia va avanti da ben sei mesi senza che lui lo sapesse.
Lindsay organizza una mostra e, tra i quadri esposti, c'è quello di Justin: il critico d'arte Simon Caswell rimane colpito dalle doti del ragazzo e gli promette che presto si farà sentire.
Alla mostra Brian tenta di riavvicinarsi a Michael, ma quest'ultimo non è convinto che possano continuare a essere amici perché hanno intrapreso strade completamente diverse.
Justin incontra Tucker e non fa nulla per nascondere le sue perplessità circa la relazione con sua madre: Tucker gli risponde che è solo un bambino, in quanto un adulto lascerebbe la madre libera di vivere la sua vita con chi vuole.
Jennifer non è affatto contenta dell'atteggiamento di Justin e gli ricorda che anche lei ha faticato molto ad accettare la sua storia con Brian, ma alla fine se n'era fatta una ragione: ora le parti si sono invertite ed è lui a dover fare uno sforzo.
Melanie torna a casa tardi e trova Lindsay ad aspettarla sul divano: le due donne iniziano a discutere, venendo anche alle mani, ma nel bel mezzo della lite cominciano a cedere alla passione e si baciano.
Drew ha scelto il notiziario di Channel 5 per rilasciare l'intervista nella quale farà finalmente coming out.
Drew dichiara al pubblico di essere gay e bacia in diretta Emmett perché è stato proprio lui a dargli la forza di compiere il grande passo della rivelazione.
I due ragazzi possono vivere la loro storia d'amore, ma questo comporta delle pesanti conseguenze per entrambi: Emmett viene licenziato e Drew cacciato dalla squadra.
Ted è preoccupato di fare la fine di Brian, così decide di mettere la testa a posto e cercare marito: Melanie gli consiglia di provare con gli uomini ebrei che sono un ottimo partito.
Ted incontra casualmente Adam, un urologo con il quale sente di andare d'accordo: i due passano alle vie di fatto, ma Adam interrompe quasi subito perché Ted non è circonciso e quindi non ebreo.
Ted e Brian sono soli al Babylon: mentre Ted si compiange per la sua solita sfortuna, Brian immagina un dialogo con Michael in cui gli dice che la loro amicizia durerà per sempre.
- Guest star: Sherry Miller (Jennifer Taylor), Peter MacNeill (detective Carl Horvath), Matt Battaglia (Drew Boyd), Lucas Bryant (Tucker), Kathryn Zenna (Corinne), Billie Mintz (dottor Adam Bernstein), Cameron Mitchell Jr. (Simon Caswell), John Kapelos (Don Magruder), Chris Gillett (Jake Anders), Charmaine D. Lau (Myra Yamaguchi), Jim Codrington (Jim Lockwood), Anwar Knight (Johnny Memphis)

## I Love You
- Diretto da: Kelly Makin
- Scritto da: Ron Cowen, Daniel Lipman e Del Shores

### Trama
Il Centro Gay e Lesbiche è riuscito a ingaggiare la cantante Cyndi Lauper per esibirsi in una serata di raccolta fondi contro la legge 14: manca la location in cui tenere l'evento perché l'hotel con il quale erano stati presi gli accordi ha disdetto all'ultimo momento.
Non trovando altri luoghi, Michael decide di rivolgersi a Brian per chiedergli la disponibilità del Babylon: nonostante la richiesta arrivi da chi ha criticato il suo stile di vita, Brian accetta di tenere la serata gratuitamente.
Corinne dice a Melanie che è meglio interrompere i loro incontri, dato che traspare chiaramente come sia ancora innamorata di Lindsay, consigliandole di non frequentare altre donne finché non se la sarà definitivamente dimenticata.
Melanie arriva a casa con un mazzo di fiori, ma trova Lindsay che sta discutendo con Jennifer sul valore dell'immobile perché ha fretta di chiudere la vendita della casa.
Brian è definitivamente guarito dal cancro e per festeggiare decide di partire alla volta dell'Australia, dove si terrà un party gay molto esclusivo.
Il direttore della Brown Athletics costringe Brian a licenziare Drew dalla loro campagna per il suo coming out: Emmett è molto arrabbiato con Brian, ma quest'ultimo gli fa notare che non può permettersi di perdere un cliente come lui.
Ted si iscrive a un sito di gay in cerca di marito e fissa un incontro con Lewis, una persona molto discreta che però ha paura della folla per una brutta esperienza vissuta da bambino: Ted gli propone di uscire insieme per provare a superare la sua fobia.
Durante l'esibizione di Cyndi Lauper esplode una bomba che devasta il Babylon: Ben, Justin, Emmett, Ted, Lewis, Jennifer e Tucker se la cavano con qualche escoriazione, mentre Michael viene trasportato in ospedale in gravi condizioni.
Lindsay, Melanie e Debbie non si trovavano al Babylon perché tutte e tre, per un motivo o per l'altro, avevano tardato: Ted si sente in colpa per quanto accaduto a Michael, avendogli chiesto di andare al bar a prendere da bere.
Brian viene a sapere dell'attentato alla radio e ordina al suo autista di tornare indietro: accertatosi che tutti stanno bene, accompagna Debbie all'ospedale dove Michael sta per essere operato.
Brian litiga con un dottore perché si è rifiutato di prelevargli il sangue per Michael, essendo alte le probabilità di contrarre malattie nelle trasfusioni tra gay.
Dopo aver salutato Michael prima dell'intervento chirurgico, Debbie e Brian vanno insieme a pregare in una cappella: Debbie comunica a Dio tutta la sua rabbia nei suoi confronti per aver voluto che accadesse una cosa orribile come quella del Babylon.
Mentre Lindsay e Melanie sono talmente scosse che decidono di dormire nel letto matrimoniale assieme ai loro figli, Brian torna sul luogo del disastro per riabbracciare Justin e finalmente gli dice quelle parole che il ragazzo aspettava dalla notte in cui si sono conosciuti: ti amo.
- Special guest star: Cyndi Lauper (sé stessa)
- Guest star: Sherry Miller (Jennifer Taylor), Peter MacNeill (detective Carl Horvath), Matt Battaglia (Drew Boyd), Lucas Bryant (Tucker), Kathryn Zenna (Corinne), Michael Carley (Eli), Edgar George (Monty), Rae Ellen Bodie (Dustie), Paul Essiembre (Lewis), Michael Cram (dottor Pierson), Chris Benson (allenatore di football)

## Fuckin' Revenge
- Diretto da: David Wellington
- Scritto da: Ron Cowen, Daniel Lipman e Brad Fraser

### Trama
Il bilancio dell'attentato al Babylon è drammatico: 4 morti e 67 feriti, di cui 11 in gravi condizioni.
Carl sostiene che sia esplosa una bomba e i sospetti sono indirizzati verso i sostenitori della legge 14.
Michael ha superato l'intervento, che ha comportato l'asportazione della milza gravemente lesionata, e si risveglia con Debbie e Ben al suo fianco: proprio mentre Ben sta uscendo dalla stanza, sopraggiunge Hunter che ha fatto ritorno per sapere come stava Michael.
Alla mensa dell'ospedale Hunter dice a Debbie di voler ripartire non appena Michael comincerà a stare meglio: la donna gli spiega che lui e Ben si stavano abituando a stare senza di lui.
Hunter riflette e chiede a Michael e Ben di poter restare perché si è reso conto che loro due hanno bisogno di lui.
Emmett è rimasto scioccato e non vuole più uscire di casa, non partecipando quindi alla veglia organizzata a Liberty Avenue per commemorare vittime e feriti della strage.
Carl racconta a Emmett che al suo primo incarico nella polizia ha assistito alla sparatoria di un uomo che ha ucciso moglie e figlia: questo inizialmente lo ha buttato giù, ma poi ha saputo reagire e andare avanti.
Convinto dalle parole del detective, Emmett si fa vedere alla veglia ed è orgoglioso di Drew, il quale è alla sua prima uscita pubblica da quando ha fatto coming out.
Mentre sta parlando Debbie alcuni infiltrati gridano che i feriti avrebbero dovuto morire: Ben ha una reazione rabbiosa e si scaglia contro l'uomo che ha urlato, generando un parapiglia nel quale anche Emmett aggredisce uno dei manifestanti omofobi.
Ben confida a Brian di essere preoccupato per la sua reazione, avendo violato per la prima volta i propri principi di tolleranza e rispetto per le opinioni altrui.
Lindsay e Melanie apprendono una tragica notizia: la loro amica Dustie è una delle vittime dell'attentato e la sua compagna Mary rischia di perdere i figli, non essendosi sposate.
Le due donne riflettono sull'anno perduto a discutere e Melanie propone alla compagna di trasferirsi perché teme per la loro sicurezza.
Ted consulta un perito per stimare i danni del Babylon: la spesa totale per rimettere in sesto il locale è quantificata in $100.000 circa e i lavori dovrebbero durare sei settimane.
Brian visita l'appartamento di Justin e gli fa la proposta di matrimonio: il ragazzo però non lo considera sincero, essendo semplicemente impaurito per quanto accaduto.
Per dimostrargli che ha messo la testa a posto, Brian prende alcune decisioni importanti: vende il loft e il Babylon, acquistando una bella residenza in Virginia Occidentale.
Brian porta Justin nella casa nuova e gli rifà la proposta: questa volta, avendo capito che Brian è davvero intenzionato a fare il grande passo, Justin accetta.
- Guest star: Sherry Miller (Jennifer Taylor), Harris Allan (James "Hunter" Montgomery), Peter MacNeill (detective Carl Horvath), Matt Battaglia (Drew Boyd), Stephanie Moore (Cynthia), Brian Kaulback (manifestante omofobo), J. Craig Sandy (dottor Ryan), April Hoyt (infermiera), Adam David (perito)

## Mr. Right (Never Broke a Promise)
- Diretto da: John Fawcett
- Scritto da: Ron Cowen, Daniel Lipman e Michael MacLennan

### Trama
Tutti restano allibiti nel ricevere per posta le partecipazioni del matrimonio di Brian e Justin, non riuscendosi a spiegare un evento che in fin dei conti ha davvero dell'incredibile.
L'unico ad avere una reazione un po' contrariata è Michael, dati i continui rimbrotti subiti da Brian circa il mettere su famiglia: i due amici appianano le loro divergenze e Brian gli chiede di essere il suo testimone, mentre Emmett viene ingaggiato per l'organizzazione delle nozze.
Lindsay e Melanie hanno deciso di trasferirsi a Toronto, però prima di partire vogliono avere l'assenso sia di Brian che di Michael, essendo i genitori dei loro figli.
Mentre Brian non ha problemi, Michael non vuole perdere Jenny Rebecca e quindi dice di no: tocca a Brian fargli capire che non può volere che la figlia viva in un luogo dove è discriminata.
Lindsay e Melanie sono sicure di ottenere il permesso di partire, ma questa volta è Brian a negare l'assenso: l'uomo ha infatti cambiato idea perché si è pentito degli anni in cui ha trascurato Gus, facendo arrabbiare Melanie in quanto solo adesso si ricorda del figlio.
Lindsay risolve la situazione, spiegando a Brian che lei e Melanie faranno di tutto perché il bambino non si dimentichi mai di lui.
Debbie escogita un sistema per far tornare Hunter a scuola: lo assume al Liberty Diner, dimostrandogli che pulirà i gabinetti per tutta la vita se non riprenderà gli studi.
Gli Ironman sono in crisi, così Drew viene rimesso in rosa: con lui le prestazioni della squadra tornano a migliorare.
Vedendo come Drew ha affrontato due compagni di squadra che avevano fatto una battuta su Emmett, Hunter capisce che deve fare lo stesso e decide di ritornare a scuola, con Michael e Ben che rimangono stupiti.
Emmett porta Drew in discoteca, ma lo sorprende a baciare un altro uomo e tronca ogni rapporto con lui: Debbie gli spiega che Drew non ha mai potuto vivere la propria omosessualità e sta cercando di recuperare il tempo perduto.
Emmett decide di sospendere la relazione con Drew, dicendogli che la riprenderanno una volta che avrà smaltito la propria euforia sessuale.
Ted è convinto di aver conosciuto finalmente il ragazzo giusto, Tad, che vuole presentare agli amici nella sua festa di compleanno.
Tad fa una sorpresa a Ted, acquistando una settimana bianca per due che però si sovrappone al suo compleanno: Ted cede alle moine del fidanzato e accetta di spostare la festa a un'altra volta.
Il critico d'arte Simon Caswell ha scritto un articolo su Justin, esaltandone le grandi qualità e prospettandogli una fulminante carriera a New York: il ragazzo ha in testa soltanto Brian, ma Lindsay gli fa notare che non diventerà mai un vero artista restando in provincia.
Lindsay parla dell'articolo a Brian: quest'ultimo cerca di convincerlo a lanciarsi, ma Justin è rimasto deluso dalla brutta esperienza di Los Angeles e si butta a capofitto nei preparativi del matrimonio.
- Guest star: Sherry Miller (Jennifer Taylor), Harris Allan (James "Hunter" Montgomery), Peter MacNeill (detective Carl Horvath), Matt Battaglia (Drew Boyd), Ben Bass (Tad)

## We Will Survive!
- Diretto da: Kelly Makin
- Scritto da: Ron Cowen e Daniel Lipman

### Trama
Michael viene invitato dall'onorevole Eldstein a tenere un discorso come sopravvissuto all'attentato al Babylon: dopo quell'evento infatti il comitato a favore della legge 14 è crollato nei consensi e questo evento può dare il colpo di grazia a tutti gli omofobi.
Michael non è convinto circa il dover recitare un discorso appositamente confezionato, soprattutto quando sua madre e i gay del Liberty Diner vengono mandati in fondo alla sala per dare visibilità ai più puliti omosessuali con figli.
Michael dice che i gay conducono una vita completamente diversa rispetto agli etero, ma questo non significa che debbano avere meno diritti di loro: poi ringrazia pubblicamente sua madre per averlo accettato e per tutte le volte in cui lo ha spronato a essere sé stesso.
La Remson Farmaceutici boccia la campagna pubblicitaria ideata da Brian sul viagra, reputandola troppo volgare perché la sessualità non vende più.
Justin ha organizzato l'addio al celibato da Woody's, dove i ragazzi ironizzano sulla "morte" di Brian: l'uomo rifiuta l'ultimo divertimento con il go-go boy della festa, avendo messo la testa a posto.
Justin capisce che l'imminente matrimonio sta snaturando Brian e rischia di diventare non più il coronamento del loro amore, ma una trappola in cui entrambi sono condannati a rinunce pesanti per le loro vite: i due annunciano l'annullamento delle nozze alla cena di prova.
Brian presenta un nuovo e noioso spot per la Remson Farmaceutici, ma si rifiuta di pubblicarlo e sostiene che il mercato continuerà a girare intorno al sesso.
Ted scopre un lato di Tad che non conosceva: una morbosa gelosia, tanto che alla festa da Woody's gli aveva fatto una sceneggiata solo perché stava parlando con il barista Ringo ed Emmett.
Tad si presenta nell'appartamento di Ted come se non fosse successo nulla, pregustando la partenza per la settimana bianca: Ted abbandona il suo solito buonismo e lo caccia senza troppi complimenti fuori dalla porta.
Ted decide di partire insieme ad Emmett: allo chalet ritrova Blake, in vacanza con la squadra gay di sci, e i due possono finalmente essere felici.
Anche per Emmett c'è un lieto incontro: quello con il suo ex compagno di liceo Calvin, per il quale ha avuto una cotta non corrisposta.
Lindsay e Melanie sono pronte a partire per Toronto: Brian e Michael salutano i rispettivi figli, mentre Debbie si fa promettere dalle due donne che si rivedranno tutti insieme a ogni ricorrenza.
Hunter è riuscito a superare l'ultimo anno e a diplomarsi: come regalo Ben e Michael gli chiedono se vuole diventare a tutti gli effetti loro figlio, con Hunter che accetta.
Brian e Justin fanno l'amore per l'ultima volta, prima che il ragazzo parta alla volta di New York: rimasto solo, Brian viene raggiunto da Michael che lo porta nel vecchio Babylon.
Qui i due amici ballano insieme, rivivendo l'atmosfera gioiosa e sfavillante della loro giovinezza: il Babylon continuerà a esistere nei loro cuori e, come dice Gloria Gaynor, tutti i gay sopravvivranno.
- Guest star: Sherry Miller (Jennifer Taylor), Makyla Smith (Daphne Chanders), Dean Armstrong (Blake Wizecky), Harris Allan (James "Hunter" Montgomery), Peter MacNeill (detective Carl Horvath), Matt Baram (Albert), Ben Bass (Tad), Eve Crawford (Eve Edelstein), Stephanie Moore (Cynthia), Don Ritchie (Lawrence Remson), Julie Stewart (signora Dickinson), Jay Hunter (Ringo), Tate Taylor (Calvin)